# The Homecoming (Star Trek: Deep Space Nine)
"The Homecoming" és el primer episodi de la segona temporada de la sèrie de televisió de ciència-ficció estatunidenca Star Trek: Deep Space Nine, el 21è de tota la sèrie. És el primer de l'arc narratiu de tres episodis de la franquícia. Originalment es va emetre en redifusió a partir del 27 desetembre de 1993. L'episodi va ser dirigit per Winrich Kolbe en base a un guió de Ira Steven Behr.
Ambientada al segle XXIV, la sèrie segueix les aventures a Espai Profund 9, una estació espacial situada prop d'un forat de cuc estable entre els Quadrants Alfa i Gamma de la Via Làctia, prop del planeta Bajor, mentre els bajorans es recuperen d'una brutal ocupació de dècades pels imperialistes cardassians. En aquest episodi, Kira rescata un presoner de guerra bajorà; mentrestant, un grup extremista comença a prendre el control del planeta Bajor.

## Argument
Quark li dóna a Kira una arracada bajorana, que ella immediatament reconeix com a pertanyent a Li Nalas, un heroi de guerra bajorà que es creia mort durant molt de temps. Li està retinguda al planeta desert Cardàssia IV, així que Kira sol·licita una nau espacial  runabout per a una missió de rescat. Sisko li diu que ho considerarà, però mentre ho considera, O'Brien descobreix grafits d'una facció extremista anomenada "El Cercle", que vol expulsar tots els no bajorans de Bajor. En veure això, convenç Sisko que Bajor necessita un líder com Li Nalas i concedeix a Kira la nau espacial.
Kira i O'Brien, disfressant el seu vehicle de transport lesseppià, viatgen a Cardàssia IV i descobreixen un camp de treball amb més d'una dotzena de bajorans. O'Brien fingeix que sol·licita a Kira a un dels soldats, enganyant-lo perquè redueixi el camp de força que envolta el campament. Rescaten Li i diversos altres presoners. Abans que Kira i O'Brien tornin a Espai Profund 9, Gul Dukat contacta amb Sisko per informar-li que el govern cardassià ha emès una disculpa formal i que els presoners restants estan de camí a Bajor. El govern provisional de Bajor, en canvi, renya Kira, perquè les seves accions podrien haver provocat una guerra amb Cardàssia.
La població bajorana de DS9 saluda Li Nalas com un heroi que torna. Sisko i Kira l'insten a ajudar a portar estabilitat a Bajor, però poc després Li és enxampat intentant passar per polissó en un carguer que marxa. Li explica a un Sisko desconcertat que mai va voler ser un heroi; va matar un cardassià desarmat per necessitat en una trobada purament casual, i els seus companys bajorans finalment el van convertir en una llegenda. Sisko convenç Li perquè es quedi, perquè Bajor necessita una llegenda com ell.
Després d'un viatge a Bajor, Li Nalas torna amb el Ministre Jaro Essa del govern provisional. La Cambra de Ministres ha inventat un nou títol per a Li: "Navarch". No és clar què significa aquest nou títol; però Jaro anuncia que Li ara és l'oficial d'enllaç bajorà amb el DS9 i que Kira serà enviada de tornada a Bajor.

## Actors convidats
- Max Grodénchik - Rom
- Marc Alaimo - Gul Dukat
- Richard Beymer - Li Nalas
- Michael Bell - Borum
- Frank Langella (sense acreditar) - Ministre Jaro
- Leslie Bevis - Capità Boslic
- Paul Nakauchi - Romah Doek

## Producció
L'episodi esremunta a una idea que Jeri Taylor originalment volia desenvolupar en una història per a la sèrie Star Trek: La nova generació. En ell, una dona bajorana hauria arribat a l' Enterprise amb l'objectiu d'alliberar un líder del moviment de resistència bajorana. Tanmateix, des de llavors havia tornat a perdre l'interès en un paper de lideratge. La història finalment es va adaptar per a la sèrie Star Trek: Deep Space Nine. Kira va assumir el paper de la dona bajorana que se suposava que havia d'alliberar Li Nalas. Inspirat pel Western L'home que va matar Liberty Valance, Ira Steven Behr va reescriure Li, que va passar de ser un líder reticent a un incomprès que s'ha d'adonar que les llegendes que han crescut al seu voltant poden ser més significatives que la veritat històrica.

## Recepció
El 2013, Keith DeCandido va donar a l'episodi una qualificació de nou sobre deu per a Tor.com, qualificant-lo d'"un excel·lent començament per a una nova temporada".
El 2015, Geek.com va recomanar aquest episodi com a "de visió essencial" per a la seva guia abreujada de marató de sèries de Star Trek: Deep Space Nine, i van assenyalar que aquest episodi forma part d'una trilogia que inclou els tres primers episodis de la segona temporada, ("The Homecoming", "The Circle", i "The Siege").
El 2018, SyFy va recomanar aquest episodi per la seva guia abreujada de visionat del personatge bajorà Kira Nerys, com una trilogia amb els dos episodis següents. Assenyalen que en aquest episodi un grup extremista bajorà està duent a terme atacs per desafiar el nou govern provisional postocupació del planeta Bajor, obligant Kira a fer tot el possible per evitar una guerra civil.

## Llançaments
Es va estrenar en LaserDisc al Japó el 6 de juny de 1997, com a part de la col·lecció de mitja temporada 2nd Season Vol. 1, que tenia set discos de 12" de doble cara. Els discs tenien pistes d'àudio en anglès i japonès.
"The Homecoming" i "The Circle" es van publicar en un sol LaserDisc de doble cara el 15 de juliol de 1997 als Estats Units.
Aquest episodi es va publicar el 2017 en DVD amb la caixa completa de la sèrie, que tenia 176 episodis en 48 discs.